# Quinson
 Quinson  (en occitano Quinçon) es una población y comuna francesa, situada en la región de Provenza-Alpes-Costa Azul, departamento de Alpes de Alta Provenza, en el distrito de Digne-les-Bains y cantón de Riez.

## Demografía
| 218 | 225 | 251 | 232 | 274 | 350 |
| Para los censos de 1962 a 1999 la población legal corresponde a la población sin duplicidades (Fuente: INSEE [Consultar]) |     |     |     |     |     |